# 弗里德里希·奥古斯特·福斯特
弗里德里希·奥古斯特·福斯特（德語：Friedrich August Förster，1829年7月30日—1897年2月18日）是德国的一位企业家，德国钢琴品牌“奥古斯特·福斯特”的创始人。1829年7月30日出生于德国Oberseifersdorf。早年曾在家具厂工作。1859年4月1日在德国勒包创办钢琴制造厂奥古斯特·福斯特，奥古斯特·福斯特在创办之初是一间小型钢琴作坊。1897年2月18日在德国勒包去世。奥古斯特·福斯特至今仍在生产钢琴。